# Philip K. Dick
Philip K. Dick, Philip Kindred Dick (ur. 16 grudnia 1928 w Chicago, zm. 2 marca 1982 w Santa Ana) – amerykański pisarz science fiction, który miał znaczący wpływ na rozwój tego gatunku literackiego. Uznaje się go także za jednego z prekursorów weird fiction.
Zaliczany jest również do nurtu postmodernistycznego. Ursula K. Le Guin nazywała go „amerykańskim Borgesem”, przez Jęczmyka nazwany „Dostojewskim SF”, zaś przez Jamesona – „Szekspirem science fiction”. Jego popularność sprawiła, że od jego imienia i nazwiska powstały angielskie słowa: „dickian” oraz „phildickian”.

## Życiorys
Dick zmagał się m.in. z anoreksją, często odczuwał dyskomfort, jedząc w obecności innych. Porzucił studia. Mimo przyjęcia na Uniwersytet Kalifornijski w Berkley, nigdy go nie ukończył. Uczęszczał do niego od września do listopada 1949 roku. Według wspomnień jego trzeciej żony, Anny, Dick zrezygnował ze studiów z powodu problemów z lękiem. Na początku drogi twórczej Dick w kręgach fantastycznych uznawany był za pisarza zbyt ambitnego, trudnego, natomiast z kręgów głównego nurtu (mainstreamu) odrzucany był natychmiast z uwagi na pisanie pod szyldem SF. Jego popularność jako pisarza odmieniły dwie książki. Pierwsza to napisana w 1961 Człowiek z Wysokiego Zamku (The Man in the High Castle). Za powieść tę pisarz został uhonorowany jedną z dwóch najważniejszych nagród w dziedzinie literatury fantastycznej – nagrodą Hugo. Druga to Czy androidy śnią o elektrycznych owcach? (Do Androids Dream of Electric Sheep?) wydana w 1968, na podstawie której na początku lat 80. nakręcony został film Łowca androidów (Blade Runner).
Od początku jego twórczość cechowała problematyka natury rzeczywistości i człowieka. W swoich książkach Dick rozważał kwestie filozoficzne: co to znaczy być człowiekiem? (Czy androidy śnią o elektrycznych owcach?, Człowiek z Wysokiego Zamku, Wyznania łgarza), czy to, co widzimy, to, co nas otacza, istnieje naprawdę, czy też jest to tylko złudzenie? (Trzy stygmaty Palmera Eldritcha, Ubik); jaka jest natura wszechświata i jaki jest stosunek Boga do stworzenia? (Valis, Boża inwazja). Rozważania Dicka na temat natury Boga i jego relacji do człowieka inspirowane były głównie teologią chrześcijańską (zwłaszcza katolicką) i judaizmem.
Dick żenił się pięć razy i miał troje dzieci. Nadużywał alkoholu i narkotyków, zaś swoje uzależnienie tłumaczył tym, iż od dziecka musiał brać dużo leków i stąd wzięło się jego przyzwyczajenie do pigułek. Wiele wskazuje na to, że właśnie pod wpływem środków psychoaktywnych powstała znaczna część twórczości Dicka. Niektórzy łączą jego uzależnienie z dużym tempem pisania: w ciągu dwóch lat, w czasie największego uzależnienia, napisał 11 powieści i około 60 opowiadań (w tym Trzy stygmaty Palmera Eldritcha). Okres uzależnienia stał się także prawdopodobnie inspiracją do napisania książki Przez ciemne zwierciadło (A Scanner Darkly), wydanej w 1977, pokazującej wizję świata degradowanego zarówno przez narkotyki, jak i organizacje starające się zapobiegać zjawisku narkomanii.
Podejrzewa się, że cierpiał on na schizofrenię paranoidalną (choć biografia Dicka Boże inwazje Lawrence’a Sutina podaje, iż był on po prostu „dziwakiem” i w żadnym wypadku nie był chory psychicznie, jednak miał taką opinię), dodatkowo wzmacnianą przez używanie środków psychoaktywnych lub po prostu przez nie indukowaną. Sam pisarz spekulował na ten temat. Prowokowały do tego zachowania takie jak zamykanie się w domu ze strachu, napadanie na żonę, a w szczególności osobliwe sny, wizje, które inspirowały go równocześnie do pracy twórczej m.in. przy trylogii Valis. W pewnym czasie wierzył, że Stanisław Lem był prowokacją komunistów, za którą kryła się grupa pisarzy działających na zlecenie partii komunistycznej, by przejąć kontrolę nad opinią publiczną. Dowodem tego miała być mnogość stylów pisarskich Lema i szeroka tematyka jego dzieł, a także nietypowe, niesłowiańskie nazwisko mogące być akronimem (LEM) jakiejś tajnej komórki. Dick pisał nawet w tej kwestii do Federalnego Biura Śledczego (FBI).
Dick zmarł w 1982 po trzech kolejnych atakach serca w szpitalu w Santa Ana w Kalifornii. Zostawił po sobie bogaty dorobek literacki i rzeszę wielbicieli, w niektórych kręgach jest pisarzem kultowym. Niedoceniany przez większość życia, dopiero tuż przed śmiercią osiągnął stan finansowej stabilności, jednak szeroką popularność jego utwory zdobyły dopiero po śmierci autora.

## Twórczość

### Nowele i opowiadania
- Chwyt reklamowy (Sales Pitch)
- Cudowna broń
- Człowiekiem jest... (Human Is, 1955)
- Czysta gra (Fair Game) napis. 1953 wyd. 1959
- Dr Futurity (napis. 1953, wyd. 1954 jako nowela Time Pawn, popr. i wyd. w 1959)
- Druga odmiana (Second Variety, 1953)
- Ekipa dostosowawcza (The Adjustment Team, 1954)
- Elektryczna mrówka (The Electric Ant, 1969)
- Epoka Beztroskiej Pat (Czas Żwawej Pat, The Days of Perky Pat, 1953)
- Gdyby nie było Benny’ego Cemoliego (If There Were No Benny Cemoli, 1963)
- Gra nielosowa (A Game of Unchance)
- Inaczej, niżby się zdawało (Not By Its Cover)
- Foster, już nie żyjesz (Foster, You’re Dead, 1954)
- Gdzie kryje się wub lub Reszta jest łabem (Beyond Lies the Wub, 1952)
- Kolonia (Colony, napis. 1952, wyd. 1953)
- Król Elfów (1953)
- Krótki, szczęśliwy żywot brązowego Oxforda
- Mała Czarna Skrzynka (The Little Black Box, 1964)
- Małe co nieco dla nas, temponautów (A Little Something for Us Tempunauts, 1974)
- Majstersztyk (Precious Artifact, napis. 1963, wyd. 1964)
- Mecz rewanżowy (Return Match)
- Miniaturowe miasto (Miasteczko, Small Town)
- Model numer 2
- Na obraz i podobieństwo Yanceya (The Mold of Yancy, 1955)
- Niania
- Nie zrekonstruowane M (The Unreconstructed M, 1956)
- Och, być Bloblem! (Oh, to Be a Blobel!, 1964)
- Ofiara
- Ostatni Pan i Władca (The Last of the Masters (także jako Protection Agency), 1954)
- Ojcowskie alter ego (Kopia ojca, The Father-thing, 1954)
- Oszust (Kłamca, Mistyfikator, Impostor – test na człowieczeństwo, Impostor, 1953)
- Pani od ciasteczek (napis. 1952, wyd. 1953)
- Pełzacze
- Przedludzie (The Pre-Persons, 1974)
- Przez ciemne zwierciadło (A Scanner Darkly, 1977)
- Przypomnimy to panu hurtowo (We Can Remember It for You Wholesale, 1966)
- Raport mniejszości (The Minority Report, 1956)
- Roog (1953)
- Sonda przyszłości (Meddler)
- Stowarzyszenie
- Śniadanie o zmierzchu (Śniadanie o brzasku, Breakfast at Twilight, 1954)
- Świat Jona (Świat Jonesa, Jon’s World)
- W lepszym świecie
- Wezwanie do naprawy (Service Call, 1955)
- Wiara naszych ojców (Faith of Our Fathers, 1967)
- Wisielec
- Wojna z Fnoolami (The War with the Fnools)
- Za drzwiami
- Zapłata (Paycheck, 1953)
- Zastępca
- Zautomatyzowana fabryka (Autofac, napis. 1954, wyd. 1955)
- Zbędny (Expendable, 1953)
- Złotoskóry (The Golden Man, 1954)

### Powieści
- A teraz zaczekaj na zeszły rok (Now Wait for Last Year, napis. 1963, popr. 1965, wyd. 1966)
- Czy androidy śnią o elektrycznych owcach? (Do Androids Dream of Electric Sheep?, napis. 1966, wyd. 1968)
- Boża inwazja (The Divine Invasion, napis. 1980, wyd. 1981)
- Cudowna broń (The Zap Gun, napis. 1964, wyd. 1967)
- Człowiek o jednakowych zębach (The Man Whose Teeth Were Exactly Alike, napis. 1960, wyd. 1984)
- Człowiek z Wysokiego Zamku (The Man in the High Castle, napis. 1961, wyd. 1962, nagroda Hugo 1963)
- Czas poza czasem (Time Out of Joint, 1959)
- Dr Futurity (Dr. Futurity, 1959)
- Deus Irae (wspólnie z Rogerem Zelaznym, Deus Irae, 1976)
- Doktor Bluthgeld (Dr. Bloodmoney or How We Got Along After the Bomb, napis. 1963, wyd. 1965)
- Galaktyczny druciarz (Druciarz Galaktyki, Galactic Pot-Healer, napis. 1967–1968, wyd. 1969)
- Głosy z ulicy (Voices from the Street, napis. 1953, wyd. 2007)
- Humpty Dumpty w Oakland (Humpty Dumpty in Oakland, napis. 1960, wyd. 1986)
- Inna ziemia (The Crack in Space, 1966)
- Klany księżyca Alfy (Clans of the Alphane Moon, 1964)
- Kosmiczne marionetki (The Cosmic Puppets, 1953)
- Labirynt śmierci (A Maze of Death, napis. 1968, wyd. 1970)
- Mary and the Giant (napis. 1953-1955, wyd. 1987)
- Marsjański poślizg w czasie (Martian Time-Slip, napis. 1962, wyd. 1964)
- Możemy cię zbudować (We Can Build You, napis. 1962, wyd. 1962)
- Na terenie Miltona Lumky’ego (In Milton Lumky Territory, 1985)
- Nasi przyjaciele z Frolixa 8 (Our Friends from Frolix 8, napis. 1968–1969, wyd. 1970)
- Oko na niebie (Eye in the Sky, napis. 1955, wyd. 1957)
- Paszcza wieloryba (The Unteleported Man, inny tyt. „Lies, Inc.”, napis. 1964–1965, wyd. 1966)
- Płyńcie łzy moje, rzekł policjant (Flow my Tears, the Policeman Said, napis. 1970, popr. 1973, wyd. 1974)
- Prawda półostateczna (The Penultimate Truth, 1964)
- Przez ciemne zwierciadło (A Scanner Darkly, napis. 1973, popr. 1975, wyd. 1977)
- Radio Wolne Albemuth (Radio Free Albemuth, napis. 1976, wyd. 1985)
- Simulakra (The Simulacra, napis. 1963, wyd. 1964)
- Słoneczna loteria (Solar Lottery, 1955)
- Świat Jonesa (The World Jones Made, napis. 1954, wyd. 1956)
- Transmigracja Timothy’ego Archera (The Transmigration of Timothy Archer, napis. 1981, wyd. 1982)
- Trzy stygmaty Palmera Eldritcha (The Three Stigmata of Palmer Eldritch, napis. 1964, wyd. 1965)
- Tytańscy gracze (The Game-Players of Titan, 1963)
- Ubik (napis. 1966, wyd. 1969)
- Valis (napis. 1978, wyd. 1981)
- Wbrew wskazówkom zegara (Counter-Clock World, napis. 1965, wyd. 1967)
- Wyznania łgarza (Confessions of a Crap Artist, napis. 1959, wyd. 1975)

## Filmy i seriale nakręcone na podstawie twórczości
- Łowca androidów (1982) – na podstawie powieści Czy androidy śnią o elektrycznych owcach?[7]
- Pamięć absolutna (1990) – na podstawie opowiadania Przypomnimy to panu hurtowo[8]
- Wyznania łgarza (1992) – na podstawie powieści pod tym samym tytułem[9]
- Tajemnica Syriusza (1995) – na podstawie opowiadania Druga odmiana[10]
- Impostor: Test na człowieczeństwo (2002) – na podstawie opowiadania Impostor[11]
- Raport mniejszości (2002) – na podstawie opowiadania pod tym samym tytułem[12]
- Zapłata (2003) – na podstawie opowiadania pod tym samym tytułem[13]
- Przez ciemne zwierciadło (2006) – na podstawie powieści pod tym samym tytułem[14]
- Next (2007) – inspirowany opowiadaniem Złotoskóry[15]
- Tajemnica Syriusza: Polowanie (2009) – inspirowany opowiadaniem Druga odmiana[16]
- Radio Free Albemuth(inne języki) (2010) – na podstawie Radio Wolne Albemuth[17]
- Władcy umysłów (2011) – inspirowany opowiadaniem Ekipa dostosowawcza[18]
- Pamięć absolutna (2012) – na podstawie opowiadania Przypomnimy to panu hurtowo[19]
- Raport mniejszości – serial (2015) – inspirowany opowiadaniem Raport mniejszości[20]
- Człowiek z Wysokiego Zamku (2015–2019) – na podstawie powieści Człowiek z Wysokiego Zamku[21]
- Electric Dreams – serial(inne języki) (2017) – inspirowany zbiorami opowiadań The Collected Stories of Philip K. Dick[22]
- Blade Runner 2049 (2017) – inspirowany powieścią Czy androidy śnią o elektrycznych owcach?[23]

## Inne dzieła inspirowane twórczością
- W 1997 roku Virgin Interactive wydało grę komputerową Blade Runner(inne języki) inspirując się adaptacją wydarzeń przedstawionych w filmie Łowca androidów Ridleya Scotta z 1982 roku. W 2020 roku wydano ją ponownie jako Blade Runner: Enhanced Edition[24]
- W 1998 roku wydano grę komputerową Ubik, której tytuł oraz realia zaczerpnięto z powieści pisarza[25].
- W 2006 roku w Starym Teatrze w Krakowie wystawiono przedstawienie Trzy stygmaty Palmera Eldritcha na podstawie powieści pod tym samym tytułem w reżyserii Jana Klaty[26].
- W 2012 dom wydawniczy REBIS Sp. z o.o. we współpracy z Audioteka S.A. zrealizował audiobook na podstawie powieści Blade Runner. Czy androidy marzą o elektrycznych owcach?. Jest to pierwsza w Polsce realizacja audiobooka z efektami 3D. W rolach głównych występują m.in. Robert Więckiewicz w roli narratora, Andrzej Chyra jako Rick Dekard, Anna Dereszowska, Marian Dziędziel, Jacek Braciak i wielu innych[27][28].
- W 2012 roku nakładem Warszawskiej Firmy Wydawniczej ukazała się książka Bóg w sprayu. Filozofia według Philipa K. Dicka autorstwa Macieja Kaczmarskiego – zbiór esejów analizujących dziewięć wybranych powieści Philipa K. Dicka[29].
- W 2016 roku powstała pierwszoosobowa gra przygodowa Californium, inspirowana biografią jednego z najsłynniejszych amerykańskich pisarzy SF, Philipa K. Dicka[30][31][32].

## Polskie wydania powieści, opowiadań i nowel (część)

### Zbiory opowiadań
- Zapłata. Przełożyli Agnieszka Kuc i Janusz Margański, Wydawnictwo Literackie, Kraków 2004, wydanie I. ISBN 83-08-03543-4 (12 opowiadań)
- Opowiadania najlepsze. Przełożyli Jan Karłowski, Tomasz Olijasz, Miachał Begiert, Wstęp: John Brunner Rzeczywistość Philipa K. Dicka, Dom Wydawniczy Rebis, Poznań 1998, wydanie I. ISBN 83-7120-589-9 (1Dziewięć opowiadań, wstęp, posłowie autora)
- Krótki, szczęśliwy żywot brązowego Oxforda. Prószyński i S-ka, 1 cz. Opowiadań Zebranych w Serii Nowej Fantastyki, 2000. (25 opowiadań)
- Przypomnimy to panu hurtowo. Prószyński i S-ka, 2 cz. Opowiadań Zebranych w Serii Nowej Fantastyki, 1998. ISBN 83-7180-246-3.
- Impostor. Test na człowieczeństwo. Prószyński i S-ka, 2002. ISBN 83-7337-200-8 (Ta sama zawartość co Przypomnimy...)
- Czysta gra. Prószyński i S-ka, 3 cz. Opowiadań Zebranych w Serii Nowej Fantastyki, 2002.
- My zdobywcy. Prószyński i S-ka, 4 cz. Opowiadań Zebranych w Serii Nowej Fantastyki, 1999, 2002.
- Oko Sybilli. Prószyński i S-ka, 5 cz. Opowiadań Zebranych w Serii Nowej Fantastyki, 2001.
- Ostatni Pan i Władca, Amber 1990.
- Raport Mniejszości, Amber 2002.
- Krótki, szczęśliwy żywot brązowego oksforda. Rebis, Opowiadania zebrane Philipa K. Dicka (tom 1), 2014. ISBN 978-83-7818-536-9.
- Wariant drugi. Rebis, Opowiadania zebrane Philipa K. Dicka (tom 2), 2015. ISBN 978-83-7818-576-5.
- Kopia ojca. Rebis, Opowiadania zebrane Philipa K. Dicka (tom 3), 2016. ISBN 978-83-7818-809-4.
- Raport mniejszości. Rebis, Opowiadania zebrane Philipa K. Dicka (tom 4), 2016. ISBN 978-83-8062-046-9.
- Elektryczna mrówka. Rebis, Opowiadania zebrane Philipa K. Dicka (tom 5), 2017. ISBN 978-83-8062-141-1.

### Powieści
(kolejność chronologiczna, według czasu napisania)
| Tytuł polski                                                | Tytuł oryginalny                           | Tłumacz                            | Wydawnictwo            | Seria wydawnicza        | Rok wydania                                   | ISBN                   |
| ----------------------------------------------------------- | ------------------------------------------ | ---------------------------------- | ---------------------- | ----------------------- | --------------------------------------------- | ---------------------- |
| * Głosy z ulicy                                             | Voices from the Street                     | Jarosław Rybski                    | Rebis                  | Salamandra              | 2008                                          | ISBN 978-83-7510-070-9 |
| * Dr Futurity                                               | Dr. Futurity                               | Maciej Pintara                     | Amber                  | Mistrzowie SF i Fantasy | 1997                                          | ISBN 83-7169-357-5     |
| * Dr Futurity                                               | Dr. Futurity                               | Maciej Pintara                     | Prószyński i S-ka      | Fantastyka              | Warszawa 2001                                 | ISBN 83-7255-437-4     |
| * Kosmiczne marionetki                                      | The Cosmic Puppets                         | Jadwiga Andruszkiewicz-Fiejtek     | Arax                   | –                       | 1990                                          | ISBN 83-85211-02-0     |
| * Kosmiczne marionetki                                      | The Cosmic Puppets                         | Jadwiga Andruszkiewicz-Fiejtek     | Zysk i S-ka            | –                       | 1998                                          | ISBN 83-7150-328-8     |
| * Słoneczna loteria                                         | Solar Lottery                              | Jan Zieliński                      | Czytelnik              | „Z kosmonautą”          | 1981                                          | ISBN 83-07-00420-9     |
| * Słoneczna loteria                                         | Solar Lottery                              | Jan Zieliński                      | Rebis                  | –                       | Poznań 1998 (Wydanie II 2007)                 | ISBN 83-7120-622-4     |
| * Słoneczna loteria                                         | Solar Lottery                              | Jan Zieliński                      | Rebis                  | –                       | Poznań 2019 (Wydanie II)                      | ISBN 978-83-8062-471-9 |
| * Świat Jonesa                                              | The World Jones Made                       | Norbert Radomski                   | Rebis                  | –                       | Poznań 2000                                   | ISBN 83-7120-804-9     |
| * Świat Jonesa                                              | The World Jones Made                       | Norbert Radomski                   | Rebis                  | –                       | Poznań 2013 (Wydanie II)                      | ISBN 978-83-7818-453-9 |
| * Świat Jonesa                                              | The World Jones Made                       | Norbert Radomski                   | Rebis                  | –                       | Poznań 2022 (Wydanie II)                      | ISBN 978-83-8188-595-9 |
| * Oko na niebie                                             | Eye in the Sky                             | Katarzyna Mioduszewicz             | Mizar, Amber           | Mistrzowie SF           | 1994                                          | ISBN 83-85309-61-6     |
| * Oko na niebie                                             | Eye in the Sky                             | Katarzyna Mioduszewicz             | Amber                  | Mistrzowie SF i Fantasy | Warszawa 1999                                 | ISBN 83-7245-022-6     |
| * Oko na niebie                                             | Eye in the Sky                             | Katarzyna Mioduszewicz             | Rebis                  | –                       | Poznań 2015 (Wydanie II)                      | ISBN 978-83-7818-577-2 |
| * Oko na niebie                                             | Eye in the Sky                             | Katarzyna Mioduszewicz             | Rebis                  | –                       | Poznań 2022 (Wydanie II)                      | ISBN 978-83-8188-455-6 |
| * Czas poza czasem                                          | Time out of Joint                          | Robert Reszke                      | Amber                  | Mistrzowie SF           | Warszawa 1994                                 | ISBN 83-7082-286-X     |
| * Czas poza czasem                                          | Time out of Joint                          | Robert Reszke                      | Rebis                  | –                       | Poznań 2000                                   | ISBN 83-7120-862-6     |
| * Czas poza czasem                                          | Time out of Joint                          | Robert Reszke                      | Rebis                  | –                       | Poznań 2019 (Wydanie IV)                      | ISBN 978-83-8062-565-5 |
| * Na terenie Miltona Lumky’ego                              | In Milton Lumky Territory                  | Radosław Kot                       | Rebis                  | –                       | Poznań 2001                                   | ISBN 83-7120-287-3     |
| * Wyznania łgarza                                           | Confessions of a Crap Artist               | Tomasz Jabłoński                   | Rebis                  | Salamandra              | 1998 (Wydanie II 2000)                        | ISBN 83-7120-593-7     |
| * Wyznania łgarza                                           | Confessions of a Crap Artist               | Tomasz Jabłoński                   | Rebis                  | –                       | Poznań 2012 (Wydanie III)                     | ISBN 978-83-7510-859-0 |
| * Człowiek o jednakowych zębach                             | The Man Whose Teeth Were All Exactly Alike | Tomasz Hornowski                   | Rebis                  | –                       | Poznań 2000                                   | ISBN 83-7120-871-5     |
| * Humpty Dumpty w Oakland                                   | Humpty Dumpty in Oakland                   | Jarosław Rybski                    | Rebis                  | Salamandra              | Poznań 2009                                   | ISBN 978-83-7510-224-6 |
| * Człowiek z Wysokiego Zamku                                | The Man in the High Castle                 | Lech Jęczmyk                       | Czytelnik              | „Z kosmonautą”          | 1981                                          | ISBN 83-07-00297-4     |
| * Człowiek z Wysokiego Zamku                                | The Man in the High Castle                 | Lech Jęczmyk                       | Editions Spotkania     | –                       | 1991                                          | ISBN 83-85195-12-2     |
| * Człowiek z Wysokiego Zamku                                | The Man in the High Castle                 | Lech Jęczmyk                       | Zysk i S-ka            | –                       | 1996                                          | ISBN 83-7150-167-6     |
| * Człowiek z Wysokiego Zamku                                | The Man in the High Castle                 | Lech Jęczmyk                       | Zysk i S-ka            | –                       | 1999                                          | ISBN 83-7150-653-8     |
| * Człowiek z Wysokiego Zamku                                | The Man in the High Castle                 | Lech Jęczmyk                       | Rebis                  | –                       | Poznań 2006                                   | ISBN 83-7301-758-5     |
| * Człowiek z Wysokiego Zamku                                | The Man in the High Castle                 | Lech Jęczmyk                       | Rebis                  | –                       | Poznań 2019 (Wydanie XI)                      | ISBN 978-83-7510-568-1 |
| * Możemy cię zbudować                                       | We Can Build You                           | Tomasz Hornowski                   | Rebis                  | –                       | Poznań 2001                                   | ISBN 83-7120-287-3     |
| * Możemy cię zbudować                                       | We Can Build You                           | Tomasz Hornowski                   | Rebis                  | –                       | Poznań 2020 (Wydanie III)                     | ISBN 978-83-8188-016-9 |
| * Marsjański poślizg w czasie                               | Martian Time-Slip                          | Małgorzata Fiałkowska              | Amber                  | Mistrzowie SF i Fantasy | Warszawa 1994                                 | ISBN 83-85309-63-2     |
| * Marsjański poślizg w czasie                               | Martian Time-Slip                          | Małgorzata Fiałkowska              | Amber                  | Mistrzowie SF i Fantasy | Warszawa 1999                                 | ISBN 83-7245-094-3     |
| * Marsjański poślizg w czasie                               | Martian Time-Slip                          | Mirosław P. Jabłoński              | Rebis                  | –                       | Poznań 2014 (Wydanie I w nowym tłumaczeniu)   | ISBN 978-83-7818-505-5 |
| * Marsjański poślizg w czasie                               | Martian Time-Slip                          | Mirosław P. Jabłoński              | Rebis                  | –                       | Poznań 2022                                   | ISBN 978-83-8188-587-4 |
| * Doktor Bluthgeld                                          | Dr. Bloodmoney                             | Tomasz Jabłoński                   | Rebis                  | Salamandra              | Poznań 1997 (Wydanie II 1999)                 | ISBN 83-7120-380-2     |
| * Doktor Bluthgeld                                          | Dr. Bloodmoney                             | Tomasz Jabłoński                   | Rebis                  | –                       | Poznań 2018 (Wydanie IV)                      | ISBN 978-83-7510-569-8 |
| * Tytańscy gracze                                           | The Game-Players of Titan                  | Teresa Tyszowiecka-Tarkowska       | Zysk i S-ka            | –                       | Poznań 2000                                   | ISBN 83-7150-781-X     |
| * Simulakra                                                 | The Simulacra                              | Jarosław Jóźwiak                   | Alfa                   | Biblioteka Fantastyki   | Warszawa 1998                                 | ISBN 83-7179-122-4     |
| * Simulakra                                                 | The Simulacra                              | Jarosław Jóźwiak                   | Prószyński i S-ka      | Fantastyka              | Warszawa 2002                                 | ISBN 83-7337-019-6     |
| * Inna ziemia                                               | The Crack in Space                         | Marta Koźbiał                      | Amber                  | Mistrzowie SF i Fantasy | Warszawa 1999                                 | ISBN 83-7169-965-4     |
| * A teraz zaczekaj na zeszły rok                            | Now Wait for Last Year                     | Grażyna Grygiel, Piotr Staniewski  | Wydawnictwo Alkazar    | –                       | 1993                                          | ISBN 83-85784-12-8     |
| * Teraz czekaj na zeszły rok                                | Now Wait for Last Year                     | Jacek Spólny                       | Rebis                  | –                       | Poznań 2001                                   | ISBN 83-7120-802-2     |
| * Klany księżyca Alfy                                       | Clans of the Alphane Moon                  | Agata Dudkiewicz                   | Phantom Press          | Fantasy & SF            | Gdańsk 1992                                   | ISBN 83-7075-124-5     |
| * Klany księżyca Alfy                                       | Clans of the Alphane Moon                  | Agata Dudkiewicz                   | Zysk i s-ka            | –                       | Poznań 2000                                   | ISBN 83-7150-777-1     |
| * Klany księżyca Alfy                                       | Clans of the Alphane Moon                  | Zbigniew A. Królicki               | Rebis                  | –                       | Poznań 2022                                   | ISBN 978-83-8188-497-6 |
| * Trzy stygmaty Palmera Eldritcha                           | The Three Stigmata of Palmer Eldritch      | Zbigniew A. Królicki               | Amber                  | –                       | Poznań 1990                                   | ISBN 83-85079-16-5     |
| * Trzy stygmaty Palmera Eldritcha                           | The Three Stigmata of Palmer Eldritch      | Zbigniew A. Królicki               | Rebis                  | –                       | 1999                                          | ISBN 83-7120-803-0     |
| * Trzy stygmaty Palmera Eldritcha                           | The Three Stigmata of Palmer Eldritch      | Zbigniew A. Królicki               | Rebis                  | –                       | 2004                                          | ISBN 83-7301-631-7     |
| * Trzy stygmaty Palmera Eldritcha                           | The Three Stigmata of Palmer Eldritch      | Zbigniew A. Królicki               | Rebis                  | –                       | Poznań 2018 (Wydanie V)                       | ISBN 978-83-7510-922-1 |
| * Trzy stygmaty Palmera Eldritcha                           | The Three Stigmata of Palmer Eldritch      | Zbigniew A. Królicki               | Rebis                  | –                       | Poznań 2021 (Wydanie VI)                      | ISBN 978-83-8188-329-0 |
| * Cudowna broń                                              | The Zap Gun                                | Małgorzata Fiałkowska, Cezary Frąc | Amber                  | Mistrzowie SF           | Warszawa 1995                                 | ISBN 83-7082-817-5     |
| * Cudowna broń                                              | The Zap Gun                                | Krzysztof Sokołowski               | Rebis                  | –                       | Poznań 2018 (Wydanie I w tym przekładzie)     | ISBN 978-83-8062-344-6 |
| * Prawda półostateczna                                      | The Penultimate Truth                      | Jarosław Jóźwiak                   | Alfa                   | Biblioteka Fantastyki   | 1998                                          | ISBN 83-7179-075-9     |
| * Prawda półostateczna                                      | The Penultimate Truth                      | Jarosław Jóźwiak                   | Prószyński i S-ka      | Fantastyka              | Warszawa 2004                                 | ISBN 83-7337-754-9     |
| * Prawda półostateczna                                      | The Penultimate Truth                      | Zbigniew A. Królicki               | Rebis                  | –                       | Poznań 2023                                   | ISBN 978-83-8338-035-3 |
| * Deus Irae                                                 | Deus Irae                                  | Paweł Kruk                         | Zysk i S-ka            | –                       | 1996                                          | ISBN 83-7150-132-3     |
| * Deus Irae                                                 | Deus Irae                                  | Paweł Kruk                         | Rebis                  | –                       | 2005                                          | ISBN 83-7301-647-3     |
| * Deus Irae                                                 | Deus Irae                                  | Paweł Kruk                         | Rebis                  | –                       | Poznań 2014 (Wydanie III)                     | ISBN 978-83-7818-622-9 |
| * Deus Irae                                                 | Deus Irae                                  | Paweł Kruk                         | Rebis                  | –                       | Poznań 2021 (Wydanie III)                     | ISBN 978-83-8188-258-3 |
| * Paszcza wieloryba                                         | The Unteleported Man                       | Mirosław Kościuk                   | Zysk i S-ka            | –                       | Warszawa 1999                                 | ISBN 83-7150-779-8     |
| * Inwazja z Ganimedesa                                      | The Ganymede Takeover                      | Maciej Szymański                   | Rebis                  |                         | Poznań 2018 (Wydanie I)                       | ISBN 978-83-8062-284-5 |
| * Wbrew wskazówkom zegara                                   | Counter Clock World                        | Maciej Szymański                   | Rebis                  | –                       | Poznań 2002                                   | ISBN 83-7301-144-7     |
| * Wbrew wskazówkom zegara                                   | Counter Clock World                        | Maciej Szymański                   | Rebis                  | –                       | Poznań 2013 (Wydanie II)                      | ISBN 978-83-7818-476-8 |
| * Wbrew wskazówkom zegara                                   | Counter Clock World                        | Maciej Szymański                   | Rebis                  | –                       | Poznań 2021 (Wydanie II)                      | ISBN 978-83-8188-343-6 |
| * Blade Runner (Czy androidy marzą o elektrycznych owcach?) | Do Androids Dream of Electric Sheep?       | Sławomir Kędzierski                | Prószyński i S-ka      | Nowa Fantastyka         | Warszawa 1995                                 | ISBN 83-85661-98-0     |
| * Blade Runner (Czy androidy marzą o elektrycznych owcach?) | Do Androids Dream of Electric Sheep?       | Sławomir Kędzierski                | Prószyński i S-ka      | –                       | Warszawa 1999                                 | ISBN 83-7255-365-3     |
| * Blade Runner (Czy androidy marzą o elektrycznych owcach?) | Do Androids Dream of Electric Sheep?       | Sławomir Kędzierski                | Prószyński i S-ka      | Fantastyka              | Warszawa 2003                                 | ISBN 83-7337-327-6     |
| * Blade Runner (Czy androidy marzą o elektrycznych owcach?) | Do Androids Dream of Electric Sheep?       | Sławomir Kędzierski                | Prószyński i S-ka      | Fantastyka              | Warszawa 2005                                 | ISBN 83-7469-231-6     |
| * Blade Runner (Czy androidy marzą o elektrycznych owcach?) | Do Androids Dream of Electric Sheep?       | Sławomir Kędzierski                | Rebis                  | –                       | Poznań 2019 (Wydanie XIII)                    | ISBN 978-83-7510-131-7 |
| * Ubik                                                      | Ubik                                       | Michał Ronikier                    | Wydawnictwo Literackie | Stanisław Lem poleca    | 1975                                          |                        |
| * Ubik                                                      | Ubik                                       | Michał Ronikier                    | Amber                  | Science Fiction         | 1990                                          | ISBN 83-85079-49-1     |
| * Ubik                                                      | Ubik                                       | Michał Ronikier                    | Rebis                  | Salamandra              | 1997 (Wydanie II 1999, Wydanie III 2000−2003) | ISBN 83-7120-479-5     |
| * Ubik                                                      | Ubik                                       | Michał Ronikier                    | Rebis                  | –                       | Poznań 2019 (Wydanie XIV)                     | ISBN 978-83-7510-523-0 |
| * Galaktyczny druciarz                                      | Galactic Pot-Healer                        | Cezary Ostrowski                   | Rebis                  | –                       | Poznań 1996                                   | ISBN 83-7120-288-1     |
| * Druciarz Galaktyki                                        | Galactic Pot-Healer                        | Jacek Spólny                       | Rebis                  | –                       | Poznań 2002                                   | ISBN 83-7120-801-4     |
| * Druciarz Galaktyki                                        | Galactic Pot-Healer                        | Jacek Spólny                       | Rebis                  | –                       | Poznań 2020 (Wydanie III)                     | ISBN 978-83-8188-069-5 |
| * Labirynt śmierci                                          | A Maze of Death                            | Arkadiusz Nakoniecznik             | Alfa                   | Fantastyka              | Warszawa 1992                                 | ISBN 83-7001-549-2     |
| * Labirynt śmierci                                          | A Maze of Death                            | Arkadiusz Nakoniecznik             | Rebis                  | –                       | Poznań 1997 (Wydanie II 2000)                 | ISBN 83-7120-410-8     |
| * Labirynt śmierci                                          | A Maze of Death                            | Arkadiusz Nakoniecznik             | Rebis                  | –                       | Poznań 2017 (Wydanie III)                     | ISBN 978-83-8062-255-5 |
| * Nasi przyjaciele z Frolixa 8                              | Our Friends from Frolix 8                  | Wiesław Lipowski                   | Alfa                   | Biblioteka Fantastyki   | Warszawa 1993                                 | ISBN 83-7001-664-2     |
| * Nasi przyjaciele z Frolixa 8                              | Our Friends from Frolix 8                  | Zbigniew A. Królicki               | Rebis                  | –                       | Poznań 2019 (Wydanie I w tym przekładzie)     | ISBN 978-83-8062-606-5 |
| * Płyńcie łzy moje, rzekł policjant                         | Flow My Tears, the Policeman Said          | Zbigniew A. Królicki               | Zysk i S-ka            | Kameleon                | Poznań 1996                                   | ISBN 83-7150-063-7     |
| * Płyńcie łzy moje, rzekł policjant                         | Flow My Tears, the Policeman Said          | Zbigniew A. Królicki               | Rebis                  | –                       | Poznań 2007                                   | ISBN 978-83-7510-018-1 |
| * Płyńcie łzy moje, rzekł policjant                         | Flow My Tears, the Policeman Said          | Zbigniew A. Królicki               | Rebis                  | –                       | Poznań 2013 (Wydanie III)                     | ISBN 978-83-7510-994-8 |
| * Płyńcie łzy moje, rzekł policjant                         | Flow My Tears, the Policeman Said          | Zbigniew A. Królicki               | Rebis                  | –                       | Poznań 2020 (Wydanie IV)                      | ISBN 978-83-8188-119-7 |
| * Przez ciemne zwierciadło                                  | A Scanner Darkly                           | Tomasz Jabłoński                   | Rebis                  | –                       | Poznań 1997 (1999, 2004)                      | ISBN 83-7120-352-7     |
| * Przez ciemne zwierciadło                                  | A Scanner Darkly                           | Tomasz Jabłoński                   | Rebis                  | –                       | Poznań 2016 (Wydanie V)                       | ISBN 978-83-7510-920-7 |
| * Przez ciemne zwierciadło                                  | A Scanner Darkly                           | Tomasz Jabłoński                   | Rebis                  | –                       | Poznań 2021 (Wydanie VI)                      | ISBN 978-83-8188-257-6 |
| * Radio Wolne Albemuth                                      | Radio Free Albemuth                        | Tomasz Bieroń                      | Zysk i S-ka            | –                       | Poznań 2002                                   | ISBN 83-7150-780-1     |
| * Radio Wolne Albemuth                                      | Radio Free Albemuth                        | Tomasz Bieroń                      | Rebis                  | –                       | Poznań 2022                                   | ISBN 978-83-8188-525-6 |
| * Valis                                                     | VALIS                                      | Lech Jęczmyk                       | Rebis                  | Salamandra              | 1994                                          | ISBN 83-7120-018-8     |
| * Valis                                                     | VALIS                                      | Lech Jęczmyk                       | Zysk i S-ka            | Kameleon                | Poznań 1997                                   | ISBN 83-7150-265-6     |
| * Valis                                                     | VALIS                                      | Lech Jęczmyk                       | Rebis                  | Salamandra              | 2005                                          | ISBN 83-7301-727-5     |
| * Valis                                                     | VALIS                                      | Lech Jęczmyk                       | Rebis                  | –                       | Poznań 2018 (Wydanie IV)                      | ISBN 978-83-7510-570-4 |
| * Boża inwazja                                              | The Divine Invasion                        | Lech Jęczmyk                       | Zysk i S-ka            | Kameleon                | 1996                                          | ISBN 83-7150-135-8     |
| * Boża inwazja                                              | The Divine Invasion                        | Lech Jęczmyk                       | Rebis                  | –                       | Poznań 2017 (Wydanie II)                      | ISBN 978-83-7510-119-5 |
| * Transmigracja Timothy’ego Archera                         | The Transmigration of Timothy Archer       | Lech Jęczmyk                       | Zysk i S-ka            | Kameleon                | Poznań 1999                                   | ISBN 83-7150-570-1     |
| * Transmigracja Timothy’ego Archera                         | The Transmigration of Timothy Archer       | Lech Jęczmyk                       | Rebis                  | –                       | Poznań 2020 (Wydanie II)                      | ISBN 978-83-8188-050-3 |